# Hønsestrik
Hønsestrik er en betegnelse for en strikkestil fra 1970'erne.
Navnet kommer fra tre bøger af Kirsten Hofstätter. Den første fra 1973 kaldte hun i begyndelsen for Strikkemanifestet. Hendes forlægger henviste hende til at få den udgivet på et venstreorienteret forlag, og hun henvendte sig derfor til forlaget Røde Hane. Men de fandt ikke bogen seriøs nok til at ville udgive den. Kirsten Hofstätter besluttede derfor at udgive bogen på sit eget forlag, som hun kaldte Røde Høns i opposition til Røde Hane og med ironisk distance til opfattelsen af kvinder som en flok høns. Efter råd fra Røde Hane ændrede hun dog forlagets navn til Hønsetryk og kaldte bogen Hønsestrik.
Bøgernes budskab var at bryde med de stramme strikketraditioner og normer og at gøre strikningen mere tilgængelig for alle. Hofstätter opfordrede til, at alle kunne og burde strikke som de ville. Der var ikke nogle krav til bestemte gentagelser af mønsterkombinationer, hvilket førte til produktion af en masse farvestrålende og fantasifulde trøjer. I 1978 kom en engelsk udgave., også skrevet af Kirsten Hofstätter.
Hønsestrikbøgerne havde et kvindepolitisk formål, som bl.a. er symbolet på 68-generationens oprør mod normer, og særlig blandt kvindesagskvinderne i 1970'erne var hønsestrik populært::
- Hønsestrik er et OPRÅB mod garnfirmaerne, der nægter af udlevere en strikkeopskrift, uden at man samtidig køber det garn der anbefales til opskriften!
- Hønsestrik er et OPGØR med de sædvanlige strikkebøger, der altid angiver et bestemt garnfabrikat til hver opskrift!
- Hønsestrik er et OPRØR mod de fastlåsende opskrifter, der ikke får strikkere til at digte og fantasere i strikketøjet!

Hønsestrik udføres normalt i naturmaterialer, gerne uld og det anbefales at anvende restegarn. Det er bedst at udføre denne form for strikning på rundpinde, da det ikke er let at strikke mønstre frem og tilbage. Farverne må gerne være sådanne, som traditionelt «ikke passer sammen». Det er ikke usædvanligt at strikke navne eller «statements» ind i strikketøjet.
Der er ingen engelsk oversættelse af udtrykket "hønsestrik", men den amerikanske kunstner Lisa Anne Auerbach er blevet inspireret deraf og har kaldt det "Chicken Strikken". Ved årsskiftet 2012-2013 havde hun en stor udstilling i Malmø kunsthal, med 25 trøjer designet med inspiration fra hønsestrik.

## Galleri
- Hønsestrik fra udstilling i Den Gamle By 2015
- Hønsestrik fra udstilling i Den Gamle By 2015
- Hønsestrik fra udstilling i Den Gamle By 2015
- Hønsestrik fra udstilling i Den Gamle By 2015
- Hønsestriktrøje i snedækket have